# Незаймані ліси Комі
Незаймані ліси Комі розташовані на півночі Уральських гір у Республіці Комі. У 1995 році визнані всесвітньою спадщиною ЮНЕСКО. За розмірами найбільші незаймані ліси в Європі (територія 32 600 км²).
Незаймані ліси першими в Росії включені у світову спадщину ЮНЕСКО. Складаються з двох великих охоронюваних природних територій: національного парку «Югид-Ва» та Печоро-Ілічського заповідника з прилеглою до нього буферною зоною. Ліси займають 15 % території Комі.
У лісах можна спостерігати природні процеси, в які не втручається людина, що визначають біологічну різноманітність екосистеми тайги. Ця територія охороняється і вивчається з середини 20 століття.

## Рослинність
Незаймані ліси Комі включають рівнинні тундри, гірські тундри Уралу, один з найкрупніших первинних бореальних лісів. На території є болота, річки та озера. Серед дерев переважають хвойні породи, берези й осики.

## Тваринний світ
На території лісу мешкає понад 40 видів ссавців (зокрема бурий ведмідь, соболь, лось), 204 види птахів (орлан-білохвіст і скопа занесені до Червоної книги Росії), 16 видів риб, а льодовикові релікти — голець палія і харіус сибірський, відносяться до цінних риб.

## Загрози
На території «Незайманих лісів Комі» розташоване родовище поліметалічних руд. На ділянці, вилученій з території національного парку «Югид ва» владою Республіки Комі, ведеться розвідка золоторудного родовища. Робляться спроби дозволити видобування золота на цій території. Незважаючи на те, що державна екологічна експертиза зробила висновок про те, що подібна господарська діяльність створює загрозу природним комплексам лісу, питання щодо нього не вирішено. Це може створити таку ситуацію, що «Незаймані ліси Комі» можуть переведені в список «Всесвітня спадщина, яка перебуває під загрозою».